# Hoppe-Felsenblümchen
Das Hoppe-Felsenblümchen (Draba hoppeana) ist eine Pflanzenart aus Gattung der Felsenblümchen (Draba) innerhalb der Familie der Kreuzblütengewächse (Brassicaceae). Sie gedeiht in den europäischen Gebirgen von den Pyrenäen bis zur Balkanhalbinsel. Es ist nach dem Botaniker David Heinrich Hoppe benannt.

## Beschreibung

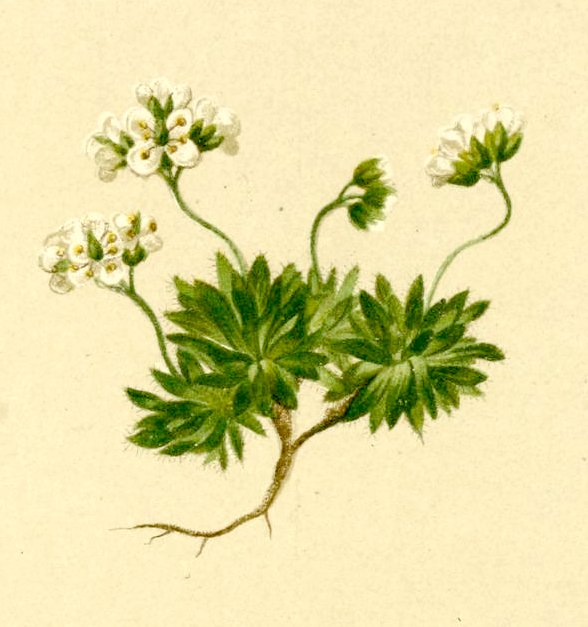
Illustration aus Atlas der Alpenflora

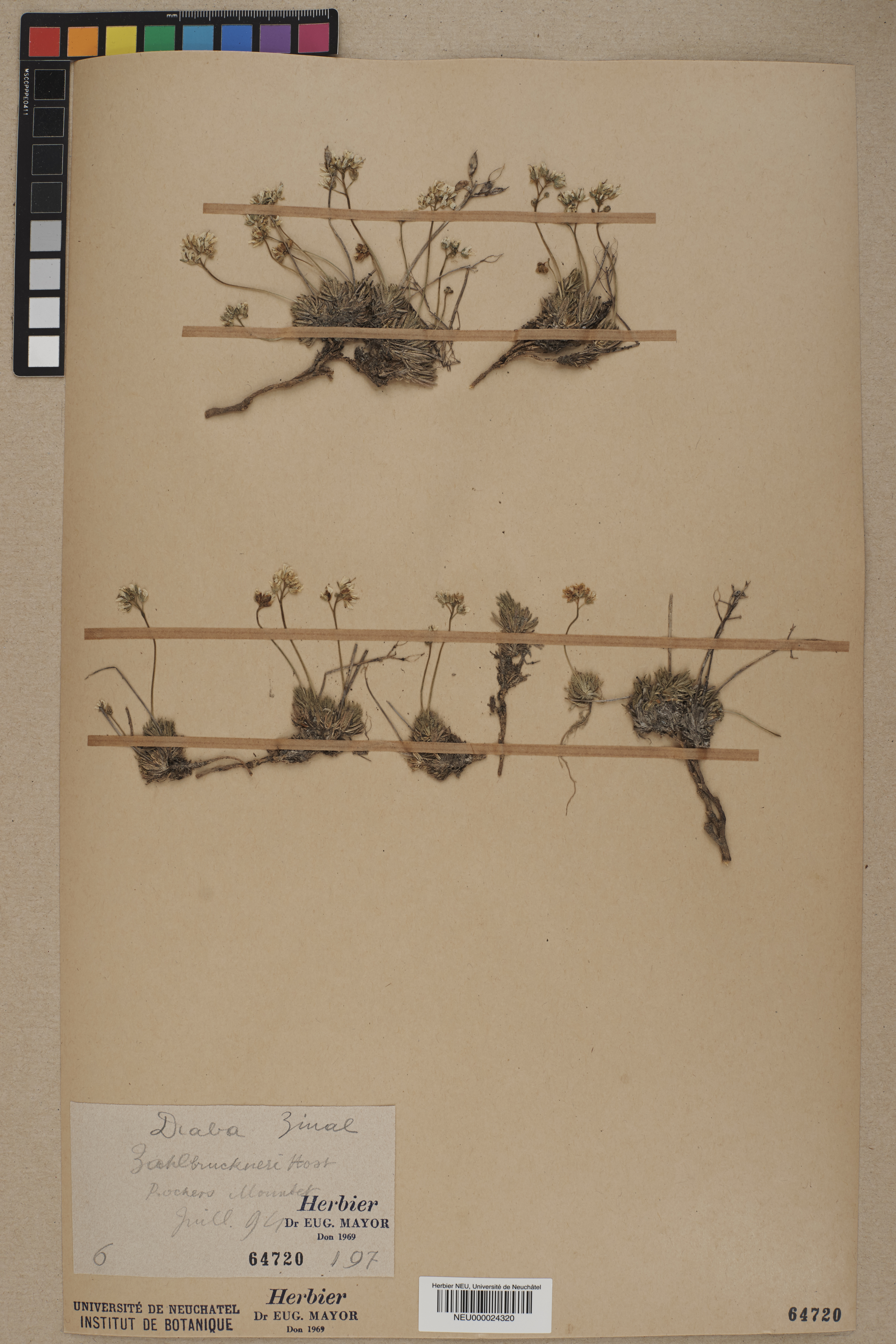
Herbarbogen

### Vegetative Merkmale
Das Hoppe-Felsenblümchen ist eine ausdauernde, krautige Pflanze und erreicht Wuchshöhen von 1 bis 3, selten 6 Zentimetern. Sie bildet dichte Rasen. Die Blütenstängel tragen keine Blätter. Die Laubblätter stehen in dichten, kugeligen Rosetten. Die Blattspreiten sind linealisch-lanzettlich und gekielt. Die Blätter sind 3 bis 8 Millimeter lang, 0,8 bis 1,2 Millimeter breit und am Rand kammförmig bewimpert.

### Generative Merkmale
Die Blütezeit liegt im Juli und August. In den traubigen Blütenstände stehen drei bis sechs Blüten zusammen. Die Blütenstiele sind 0,5 bis 1,5 Millimeter lang. Die zwittrigen Blüten sind vierzählig. Die vier freien Kronblätter sind leuchtend gelb und 3 Millimeter lang. Die Staubfäden sind gleich lang wie die Kronblätter. Der Fruchtstiel ist 2 bis 4 Millimeter lang. Die Schötchen sind 4 bis 7 Millimeter lang und kahl. Der Griffel ist zur Fruchtzeit etwa 1 Millimeter lang. Die Samen sind gelbbraun und etwa 1 Millimeter lang.
Die Chromosomenzahl beträgt 2n = 16.

## Ökologie
Beim Hoppe-Felsenblümchen handelt es sich um einen Chamaephyten.
Die Bestäubung erfolgt durch Insekten oder Selbstbestäubung.

## Vorkommen
Das Hoppe-Felsenblümchen kommt in den Silikat-Alpen vor. Das Verbreitungsgebiet liegt in Frankreich, der Schweiz, Deutschland, Italien und Albanien.
Es wächst in der alpinen bis nivalen Höhenstufe in Felsspalten, Felsschutt und in Schneetälchen über Kalksilikatschiefer. Es kommt in Höhenlagen zwischen 2600 und 3200 Metern vor.
Es ist eine Assoziations-Charakterart des Drabo-Saxifragetum aus der Ordnung Drabetalia hoppeanae und des Verbands Drabion hoppeanae.
Die ökologischen Zeigerwerte nach Landolt & al. 2010 sind in der Schweiz: Feuchtezahl F = 3 (mäßig feucht), Lichtzahl L = 5 (sehr hell), Reaktionszahl R = 3 (schwach sauer bis neutral), Temperaturzahl T = 1 (alpin und nival), Nährstoffzahl N = 2 (nährstoffarm), Kontinentalitätszahl K = 3 (subozeanisch bis subkontinental).